# Додоново
Додо́ново — посёлок сельского типа, входящий в городской округ ЗАТО Железногорск Красноярского края России. Является одним из старейших поселений на правом берегу Енисея, откуда началось строительство Железногорска и градообразующих предприятий: горно-химического комбината (ГХК) и НПО прикладной механики (ныне АО «ИСС»).

## История
Местность была заселена ещё до прихода сюда казаков и первых строителей. Первые свидетельства присутствия человека в Додонове относят ещё к периоду до нашей эры, проводимые Б. Б. Поповым и его группой археологические раскопки за пределами жилой черты в районе нынешнего додоновского кладбища (напротив механического цеха №1) выявили следы стоянки древнего человека (были найдены наконечники копий, каменные орудия). До прихода в Сибирь первых казацких отрядов местность большей частью представляла собой труднопроходимые леса, никем не заселённые.
Первое упоминание о деревне на этом месте относится к 1685 году — именно тогда в «Сибирских приказах» появляется запись о том, что «вдова Атамана Фёдора Кольцова поступилась частью земли конному казаку из Барабаново Феодосию Черкашенину», сын которого, Степан, «владел 4,75 четями пашеной земли и 15 десятинами покосов выше озера Берёзового». В 1701 году посёлок уже был внесён в «Чертёжную книгу Сибири» тобольского картографа Семёна Ремезова. По одной из версий, название деревни происходит от фамилии казака Додонова, который, возможно, и рассказал Ремезову о деревне и её местоположении. Фамилия Додонов в списках прихожан Торгашенской и Есаульской церквей упоминается редко. Лишь в записи от 1769 года встречается: «Алексей Лаврентьев сын Додонов, 59 лет, с ним 8 человек семьи».
Потомки Черкашенина (позже Черкашины) на протяжении многих лет составляли основу своей вотчины. В 1786 году в девяти из одиннадцати домах проживали Черкашины, а в остальных двух — семья отставного казака Г. П. Чанчикова. По «Исповедным росписям Барабановской церкви» от 1855 года в Додоново числилось 37 домов: в одном проживала семья казака А. С. Чанчикова (10 едоков), в 26 домах — крестьяне, (121 человек) из них 12 домов Черкашиных (89 человек), остальные 10 домов принадлежали прочим поселенцам 218 человек). У 1905 году домов было 42, в них проживало 264 человека, из которых 101 — Черкашины. Четыре семьи (23 человека) были военными, остальные — крестьяне. Население постоянно увеличивалось за счёт переселенцев из центральных губерний. Так, в 1929 году население уже составило 452 человека. Все занимались преимущественно натуральным хозяйством и промыслом. 
В период революции и Гражданской войны никаких особых волнений в деревне не происходило. Прямой потомок Черкашиных ещё до революции активно выступал против царской власти, за что был отправлен в Александровский централ на шесть лет. В 1920 он вернулся в Додоново, считался ярым сторонником коммунизма, неоднократно избирался председателем Додоновского сельсовета. До 1924 года Додоново относилось к Есаульской волости, после к Красноярскому сельскому району. С 1936 по 1951 годы посёлок находился в составе Советского района с центром в Берёзовке. В период коллективизации восемь семей были раскулачены, остальные вошли в колхоз. До 1941 года хозяйство в деревне процветало. Случившееся в 1941 году наводнение (вероятно, из-за ледяных заторов на Атомановских камнях) привело к затоплению части пахотных земель.
В годы Великой Отечественной войны из Додонова на фронт и в трудармию были отправлены все мужчины (79 человек). Большинство домой не вернулось. В честь них в 2008 году был поставлен памятник «Воин-победитель» в пятнадцати метрах от сельского клуба «Росинка». В августе 1941 года в деревню были заселены 13 семей из поволжских немцев (73 человека), из которых большую часть мужчин также отправили в трудармию. В течение 1942 года на фронт были призваны юноши 16-17 лет. Население деревни в период войны состояло преимущественно из женщин, маленьких детей и стариков.

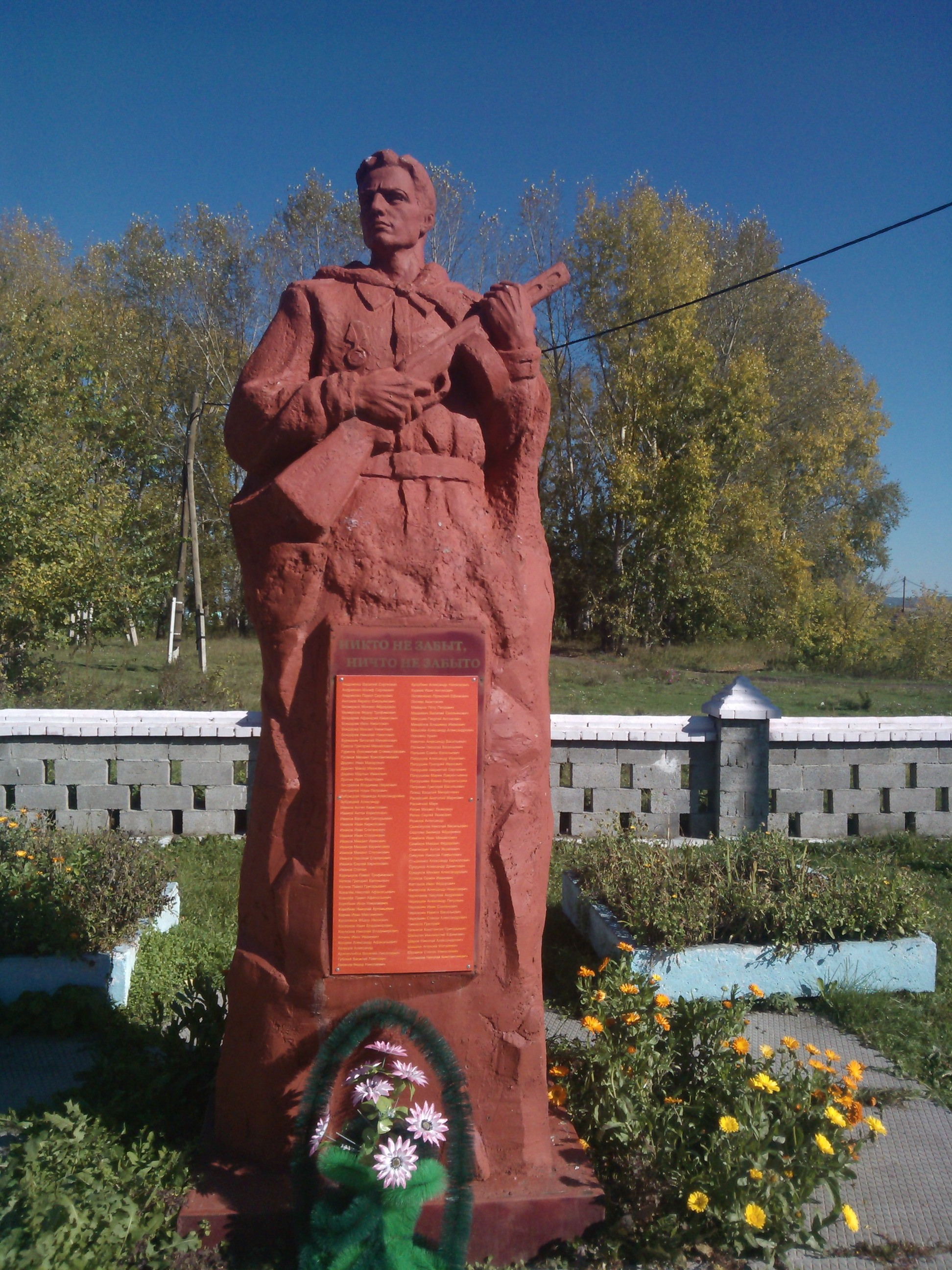
Памятник «Воин-победитель»

Послевоенная история посёлка тесно связана с историей города Железногорска — именно в Додоново начинается история ЗАТО. Развитие атомной промышленности требовало строительства закрытого объекта в несейсмической зоне и вдали от государственной границы СССР для производства компонентов ядерного оружия. Экспедиции, отправленные  в мае 1949 года, исследовали области современных посёлков Атаманово, Барабаново и Шивера. 20 августа 1949 г. на берегу Енисея с парохода «Мария Ульянова» высадились первые солдаты — будущие строители города. В 2000 году на этом месте был установлен каменный монумент, около которого ежегодно проводятся собрания строителей города и старожилов посёлка. В 1950 году заключённые, отправленные сюда для строительства, сооружали бараки. В домах старожилов поселились офицеры-строители, охранники, геологи и гражданские специалисты. Чуть выше деревни располагался лагерь заключённых, из которого ежедневно тысячи человек выводили на работу. Привлекались рабочие из соседних деревень. В 1953 году была объявлена первая амнистия, в 1956 году лагеря ликвидировали. Вместе с тем тем построенные ими бараки остались, многие строения той поры сохранились поныне.
После 1950-х годов между посёлками Додоново и Барабаново была налажена паромная переправа через Енисей, заключёнными был отстроен водный отдел, появились речники. До 2012 года переправа осуществлялась на судне «Ангара-75» (маршрут проходил от причала в затоне до противоположного берега). После распада СССР все суда (среди них — судно «Малахит», сгоревшее в затоне в начале 2000-х годов) и баржи, которые стояли у берега, были распилены на металлолом местными жителями или распроданы.
Отделение совхоза «Енисей», в котором остались работать жители посёлка после ухода солдат и заключённых, продолжало развиваться в 1960-е-1980-е годы. Был построен механический цех, зернохранилище, загоны на 600 голов крупного скота. Недалеко от фермы был построен крупный свинокомплекс с несколькими десятками баз на 6000 голов и собственной санчастью. В 1991 году совхоз стал победителем всесоюзного соревнования, войдя в десятку лучших. В 2000-е годы хозяйство развалилось, сооружения совхоза эксплуатировались лишь частично, многие из них были разобраны на кирпичи или разрушились из-за отсутствия ремонта. На данный момент совхоз не функционирует. Свинокомплекс долгое время не работал и охранялся от расхитителей, так как по решению администрации Красноярского края его планировалось вернуть к работе в рамках проекта восстановления агропромышленного комплекса. В 2008-2012 годах он был частично разобран на стройматериалы, земля с оставшимися сооружениями была продана.

## Улицы и архитектура

Старый дом вблизи Енисея

В жилой части посёлка располагаются улицы Полевая, Крестьянская, Луговая, Новосёлов, Зимний проезд, Зелёная, Невская, Песочная, Речная, Светлая, Юности, первые четыре из них наиболее населённые. Переулки: Кантатский, Средний и Саяногорский. В 1950-е годы появились двухэтажные дома на улице Полевой, позже — коттеджи. Дома коттеджного типа строились по улицам Полевой (за исключением въезда во дворы домов 20 и 20а и 21), Крестьянской, Зелёной, а также на переулках, выходящих на улицу Новосёлов. Двухэтажные бетонные дома появились на улице Новосёлов чуть позже. Отопление деревни обеспечивалось котельной (т. н. «кочегарка») на улице Полевой, в центре села. На сегодняшний день котельная продана и разобрана. Часть земли в кольце тополей (участок, обросший высокими тополями по кругу) рядом с малым зданием «кочегарки», включая само здание, был выделен в июле 2013 года для строительства православной церкви. Собственно строительство начато в 2018 году.
Начиная с 2000-х годов в посёлке развивается новое коттеджное строительство. Новые здания протягиваются по улице Луговой и в прибрежной зоне Енисея, начиная от территории бывшего водного отдела и до «Вихря». В основном это одно- и двухэтажные частные дома, летние дачи. Причина массовой частной застройки — дешёвая земля. 
Облик села существенно изменился благодаря действиям городской и сельской администрации. В начале 2000-х был полностью отремонтирован детский сад и сельский клуб, в котором были открыты библиотека, концертный зал и танцплощадка.

## Население и культурная жизнь
Численность населения посёлка в 2000 году составляла 700 человек, а сегодня не превышает 500 человек (официально числится 415). В целом численность населения сокращается из-за оттока молодых людей в город и естественного старения населения. Большинство населения составляют старожилы, средний возраст которых превышает 60 лет. Большая часть местного населения трудового возраста работает в Железногорске или Красноярске.
Инфраструктура представлена преимущественно постройками советского периода: общественная баня (не работает, продана под частный магазин), все здания кроме частных коттеджей вблизи Енисея и нескольких зданий на Полевой. Некоторые из них были отреставрированы за счёт ЗАТО: детский сад, часть медпункта, почта, сельская школа (последние три объекта располагаются в одном здании), сельский клуб. Помимо обыкновенного автомобильного транспорта жители посёлка используют рейсовый автобус (маршрут № 21), чтобы добраться до Железногорска.
Додоново не входит в огороженный периметр ЗАТО Железногорск, для въезда в который требуется пропуск. Однако единственная дорога в село ведёт из Железногорска. Для того, чтобы проехать в Додоново из Красноярска или любого другого города, необходимо получить пропуск для въезда в ЗАТО и дважды пройти контроль на КПП №1 (въезд) и КПП №7 (выезд на Додоново). Без пропуска можно попасть только водным транспортом по реке Енисей. 
Основное занятие — мясо-молочное животноводство и растениеводство. В летнее время производится выпас частного скота на полях за пределами посёлка. Близость к Енисею и Кантате обеспечивает развитие мелкого рыболовства для личных нужд. Как правило, рыбная ловля цель паломничества городских рыбаков. Организованного массового отлова рыбы, а также рыбалки на отдельные виды снастей (сети, подъёмники и т. д.) не производится в связи с запретом.
В период 2000-2011 годов по инициативе местной администрации были построены хоккейная площадка (разрушена, не используется), площадка для волейбола (используется частично), расчищено футбольное поле. Периодически проводятся спортивные соревнования среди молодёжи посёлков Новый Путь, Подгорный, Тартат, Балчуг, Шивера и других. Также с 2011 года в посёлке существует собственный ансамбль русского народного танца «Арабески» на базе ДК Железногорска.

### Языковая обстановка в посёлке
В посёлке наблюдается пёстрая диалектная картина. Всё население считает своим языком русский, однако едва ли не каждый житель старше 40 лет или отдельные семьи используют в речи различные диалектизмы. Это объясняется различным происхождением семей, часть из которых — выходцы из различных регионов и республик бывшего СССР и некоторых государств восточной Европы.
У 62 местом рождения была европейская часть России, у 61 — Сибирь, у 15 — Урал, у 51 — бывшие союзные республики, в том числе у 35 — Казахстан; у остальных — Красноярский край; 398 русских, по 10 немцев, чувашей, украинцев и по 1-3 представителю ещё десяти национальностей.
Для некоторых семейств немецкого происхождения характерно использование восточноевропейской и германской лексики, для выходцев из Южной России и Украины — украинизмов и южнорусской диалектной лексики. Также присутствуют семьи, в чьих словарях наблюдается молдавская, удмуртская, эвенкийская, казахская, хакасская лексика. Чистым среднерусским произношением и отсутствием иноязычных и диалектных вкраплений в лексике отличаются лишь немногие семьи. Различны особенности произношения у некоторых старожилов: особенно характерно выделяются украинские, молдавские и немецкие фонетические явления.
Эти проявления наблюдаются у людей старшего поколения (обычно пенсионеров и старожилов) и практически не встречаются в среде молодёжи и у жителей частных домов на Енисее. Для молодёжного языка конца 1990-х и начала 2000-х характерно использование местной лексики. К местным топонимам относятся: Додониха — самоназвание деревни в обиходно-разговорном языке, «кача» — кочегарка, «тарзанка» — название популярного ранее места отдыха за пределами деревни, «устя/усти» (от слова «устье») — место впадения Кантата в Енисей, «ебун-гора» — устаревшее название холма за Луговой улицей, «город» — название Железногорска (слово «город» используется в значении Железногорск в большинстве случаев). В целом в молодёжной среде наблюдаются все проявления среднерусских говоров, что объясняется влиянием интернета и СМИ.

## Галерея

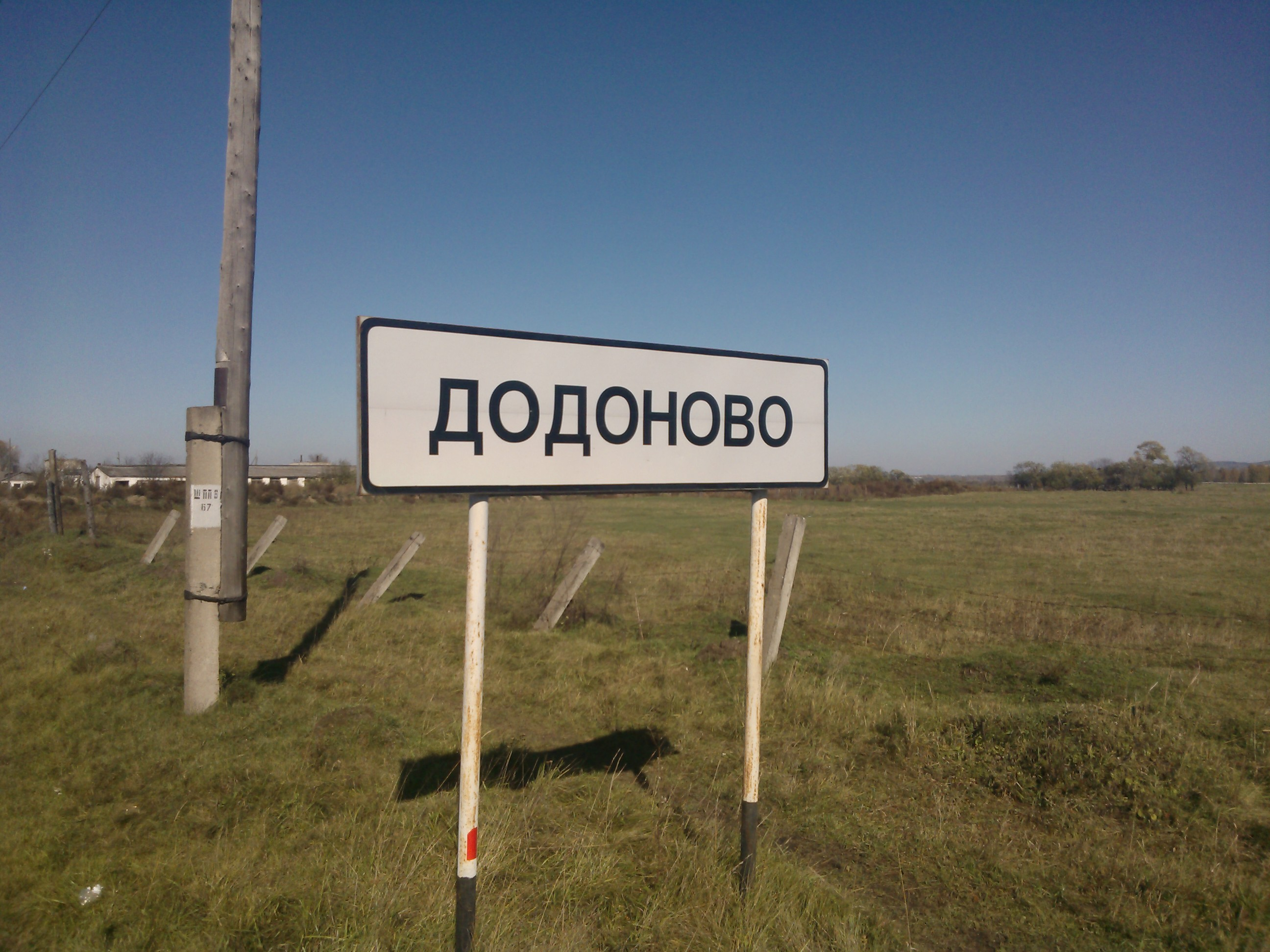
Знак на въезде в полёлок
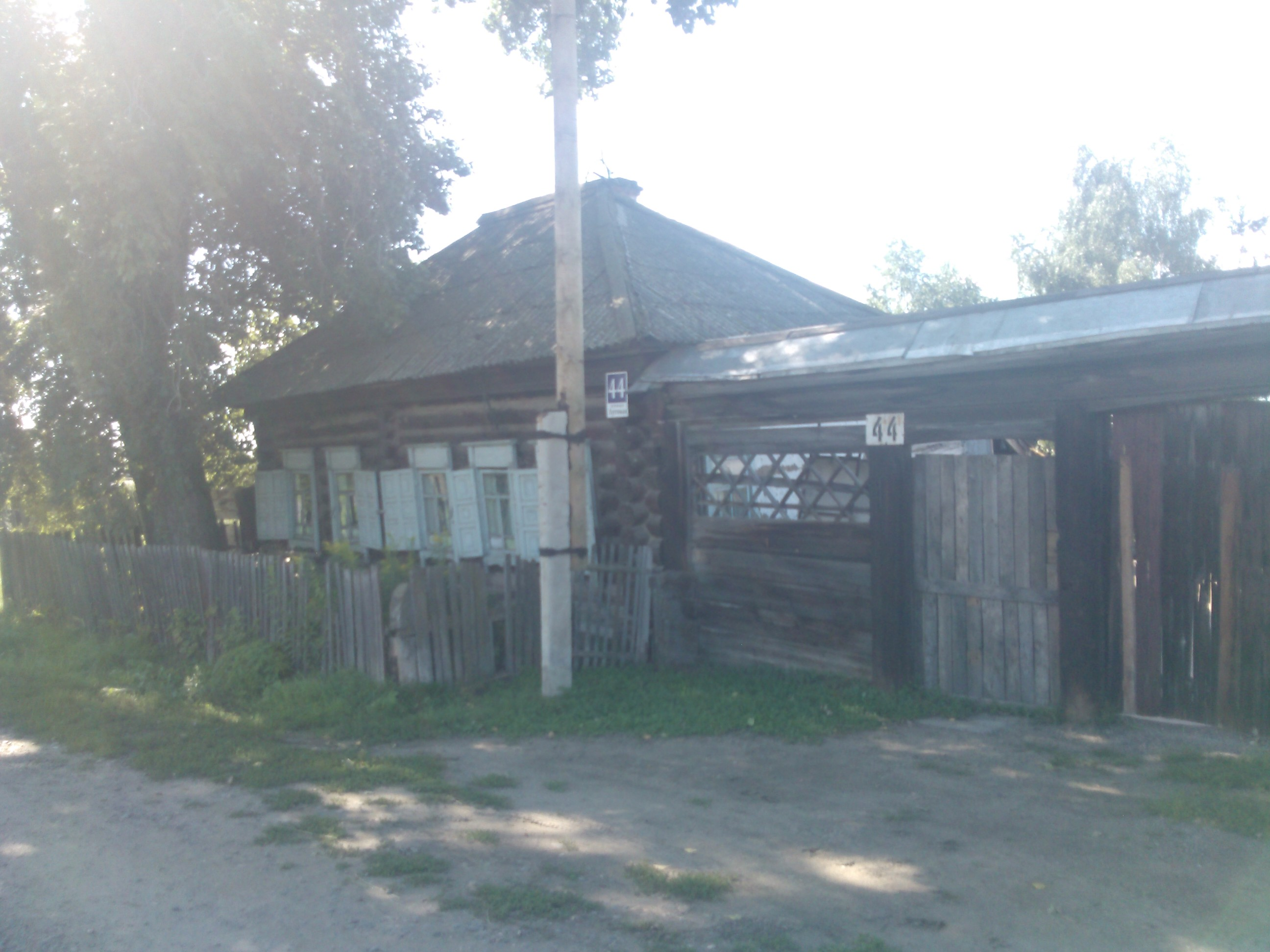
Старый дом со створчатыми окнами на Луговой улице
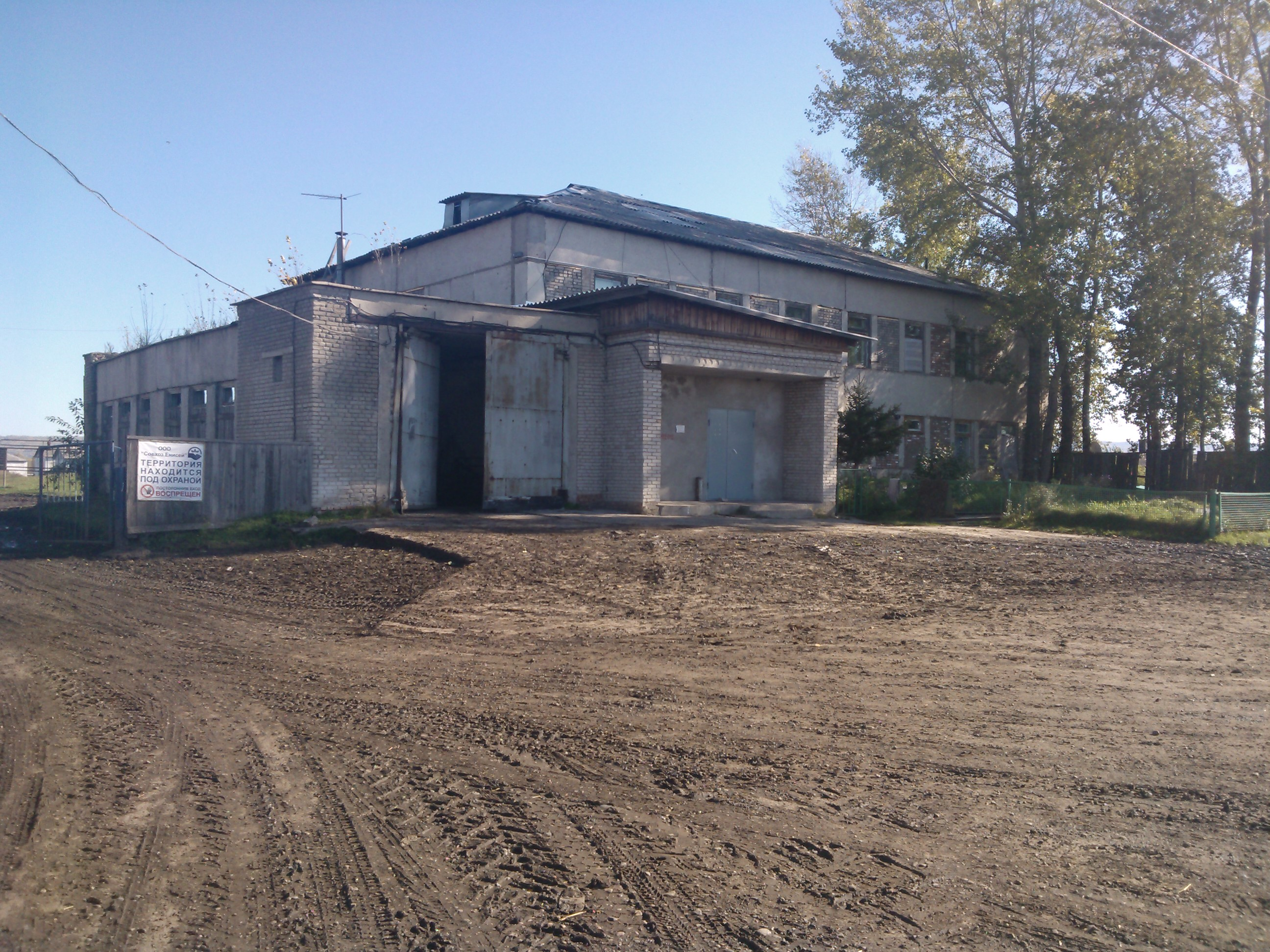
Въезд в совхоз
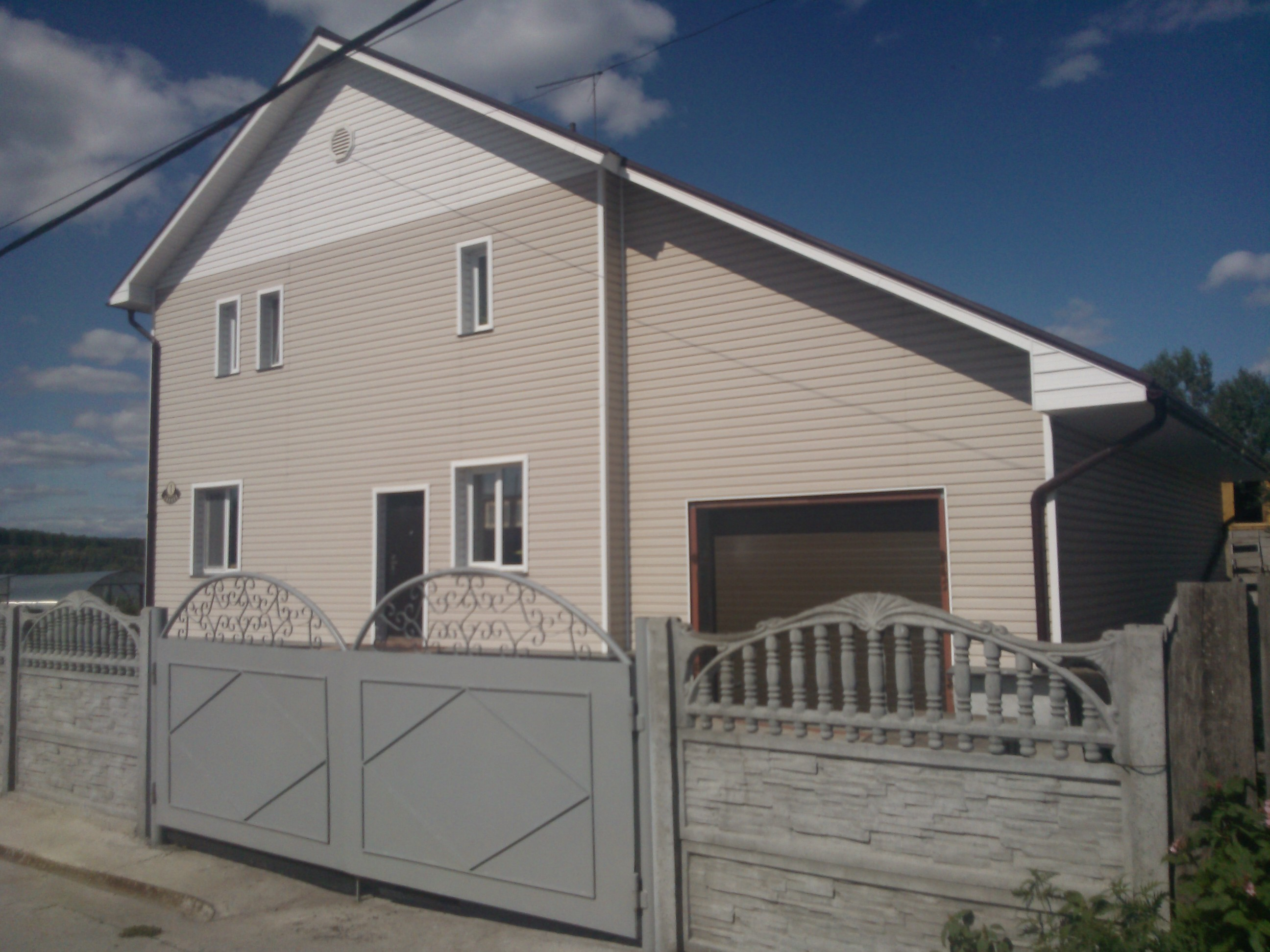
Новая постройка у Енисея
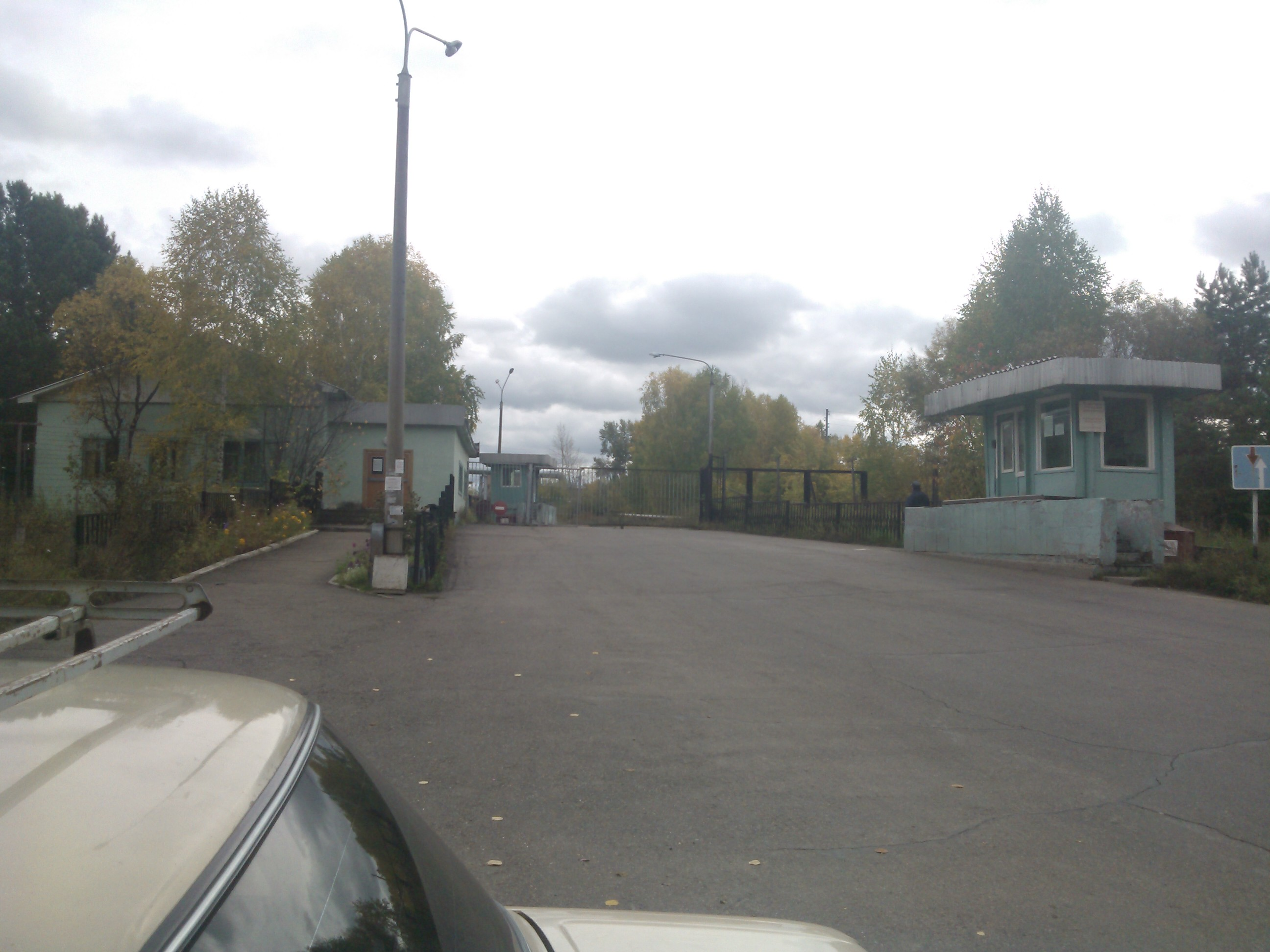
КПП № 7
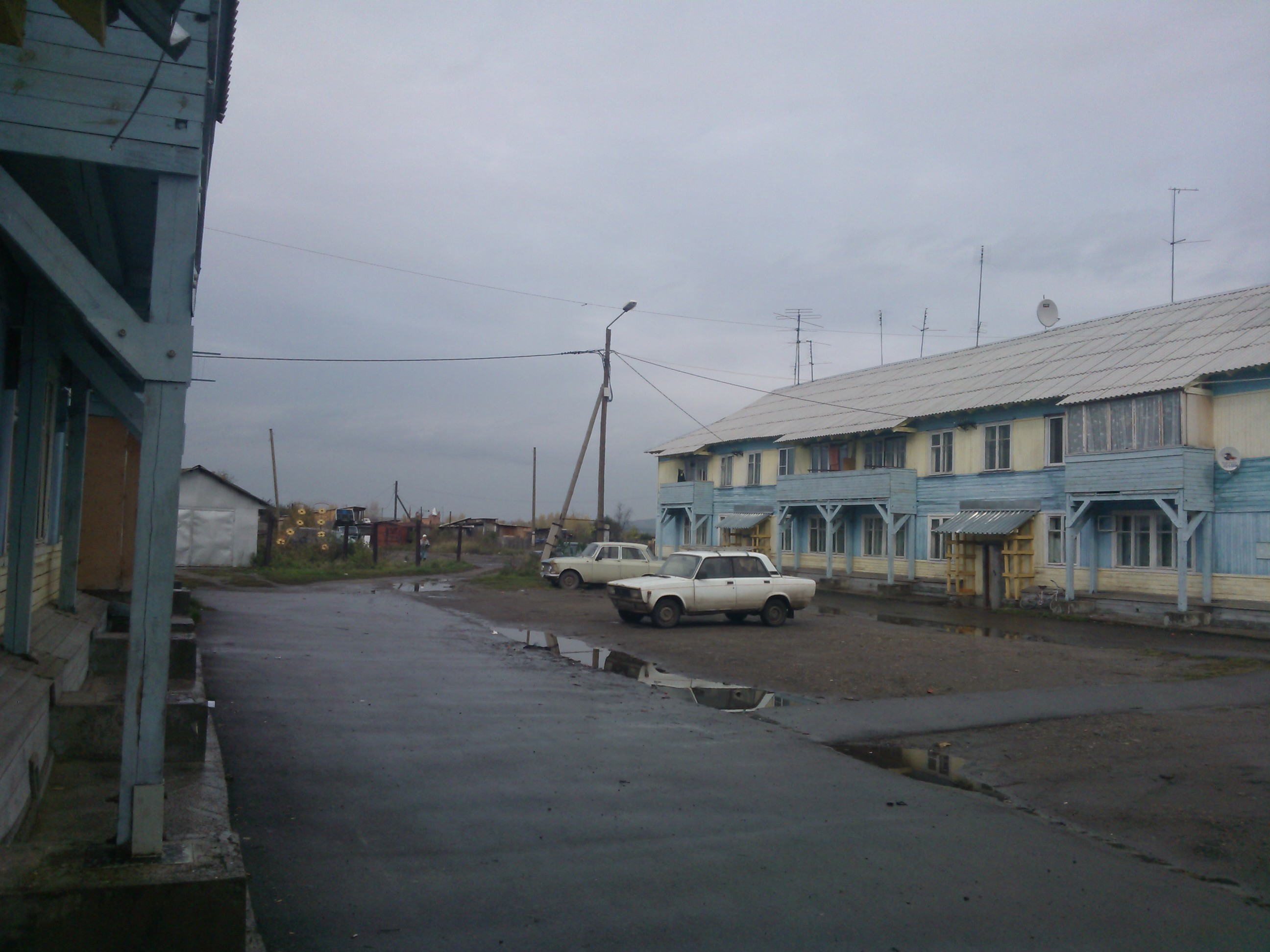
Полевая 21, барачный дом
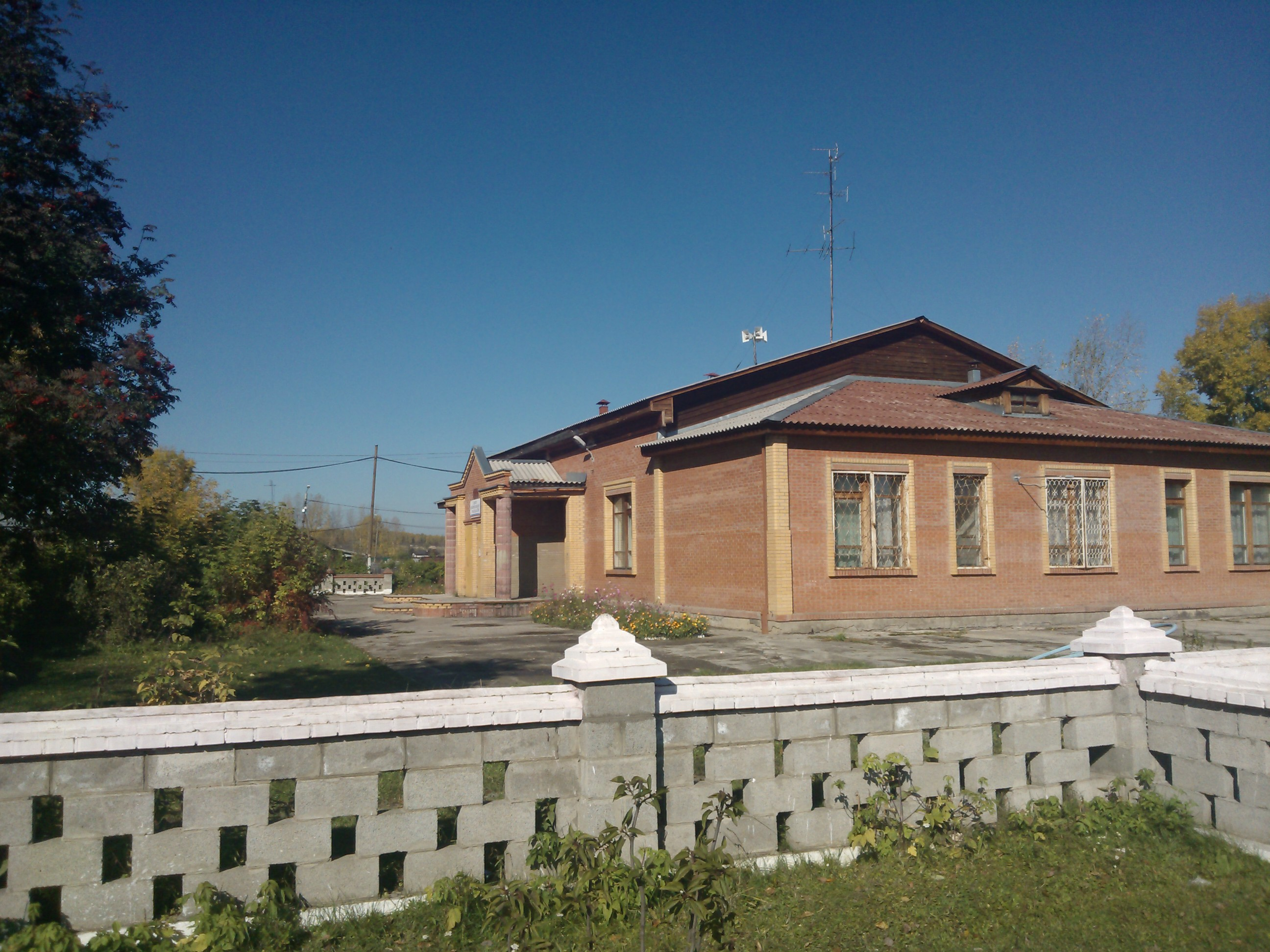
Клуб «Росинка»
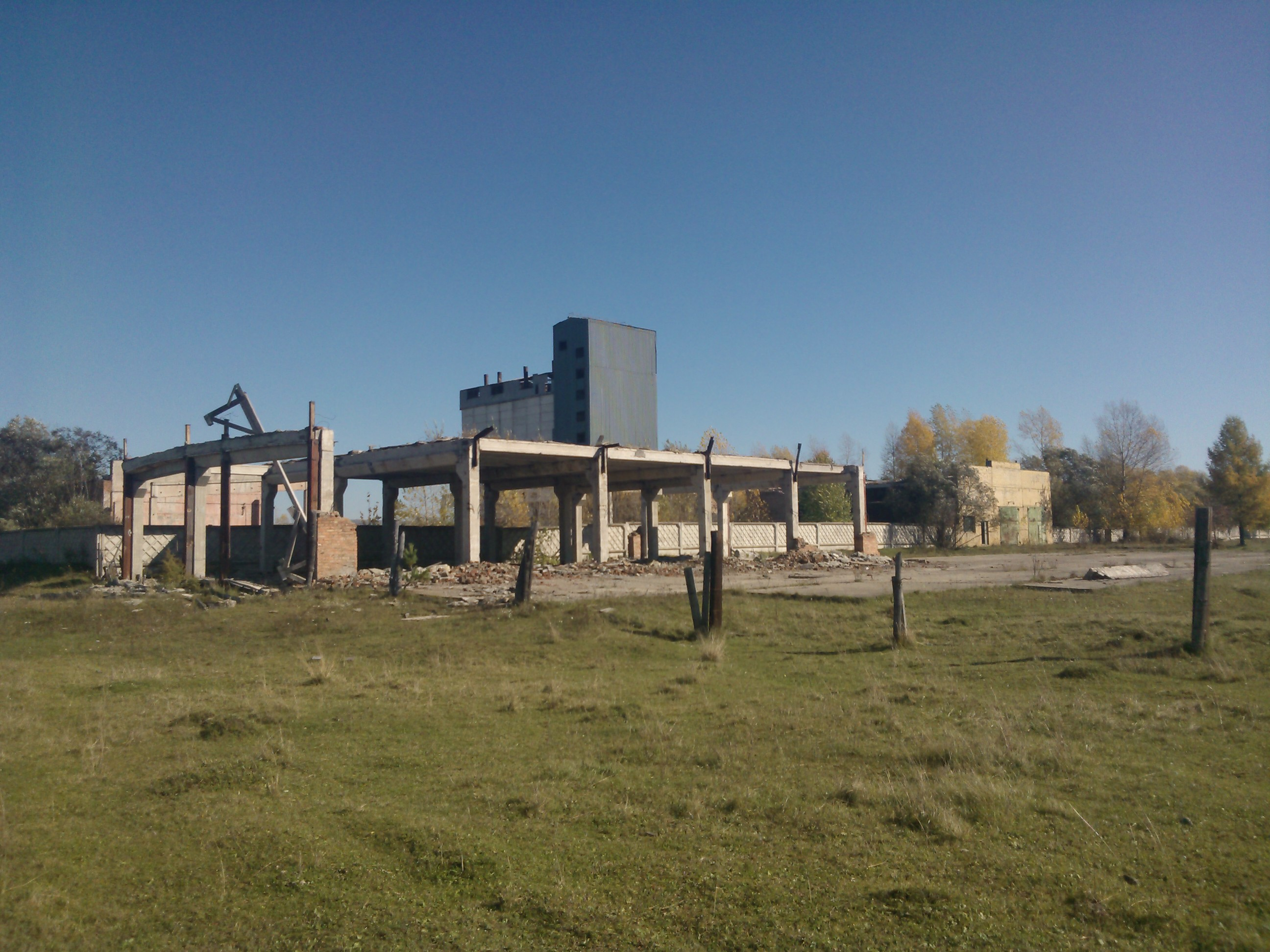
Свинокомплекс
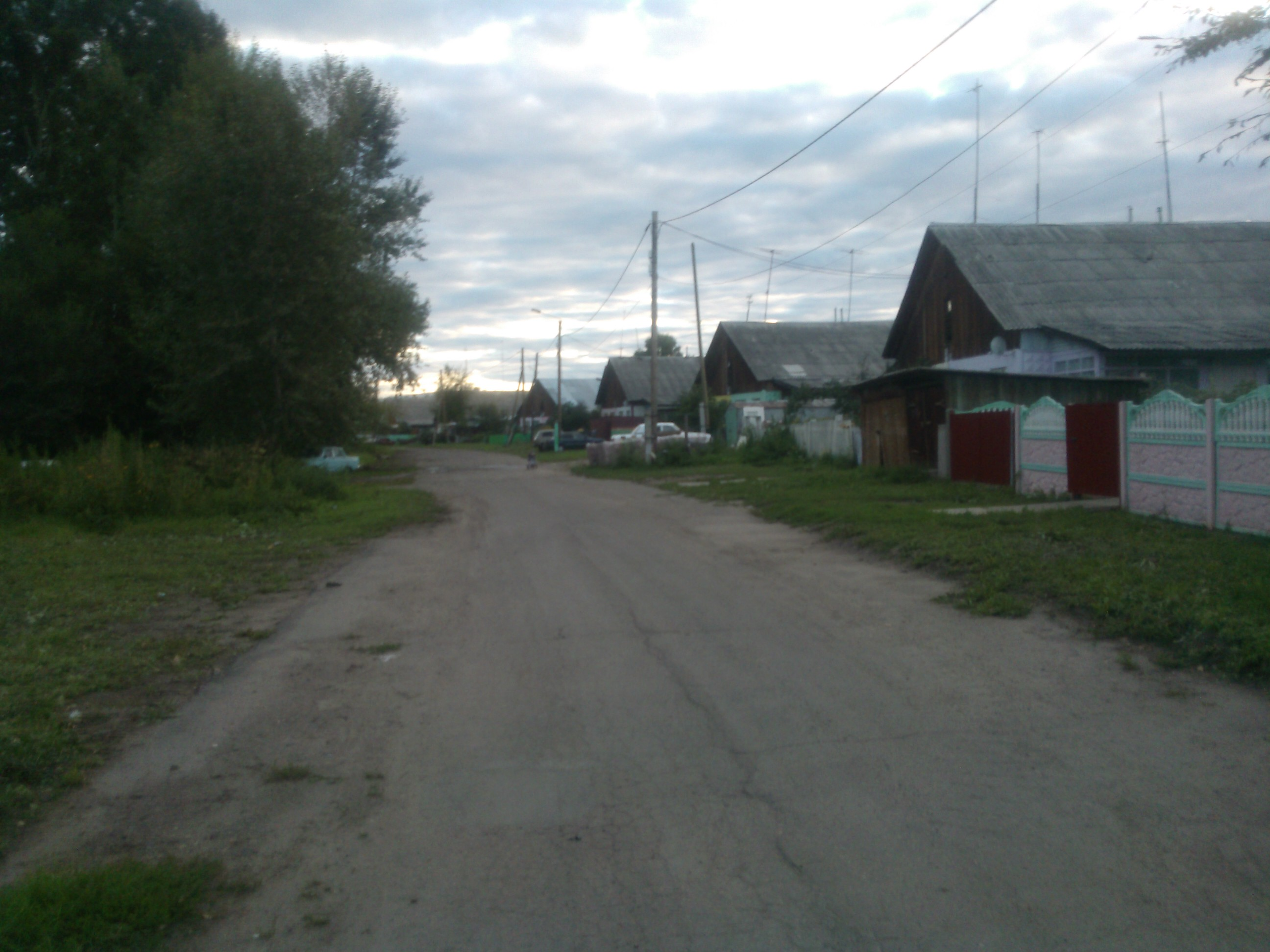
Крестьянская улица